# Samuel Cox Hooker
Samuel Cox Hooker (* 19. April 1864 in Brenchley, Kent; † 12. Oktober 1935 in Brooklyn) war ein englischer Chemiker in den USA.
Seine Eltern waren der Architekt John Marshall Hooker und Ellen, geb. Cox. 
Ab 1881 studierte er an der zu der Zeit wiedereröffneten Normal School of Science and Royal School of Mines (heute Royal College of Science) und ab 1884 in München bei Bamberger, wo er 1885 zum Dr. phil. promovierte. 
Er ging dann in die USA, in der Absicht, seine organische Forschung an einer der Universitäten fortzusetzen. Er wurde Chefchemiker in der Zuckerfabrik Franklin Sugar Refining Company in Philadelphia. Nachdem diese von der American Sugar Refining Company übernommen und geschlossen worden war, wechselte er zur Spreckels Refinery. In dieser Zeit kam Rübenzucker auf. Ab 1892 war er wissenschaftlicher und technologischer Experte der Amerikanischen Zuckerraffinerie und hatte die Aufgabe, die Produktion in den Zuckerfabriken westlich des Mississippies zu organisieren. 
1887 hatte er die Amerikanerin Mary Owens geheiratet, die er in England kennengelernt hatte und die an der University of Cincinnati studiert hatte. Mit ihr hatte er zwei Söhne und zwei Töchter. 
Um 1889 forschte er mit W. H. Greene an Lapachol (vgl. Lapacho). 1916 ging er in den Ruhestand um seine Forschungen in seinem Privatlabor in Brooklyn fortzuführen. Er war eng verbunden mit Louis Frederick Fieser. 
Nach ihm ist die Hooker Oxidation benannt.
Seit seinem zwölften Lebensjahr begeisterte er sich für Zauberei und entwickelte den Trick Rising Cards.

## Veröffentlichungen
- On the Action of Aldehydes and Ammonia on Benzil; 1884
- The constitution and properties of lapachol, lomatiol, and other hydroxynapthoquinone derivatives;: Memorial volume to Samuel C. Hooker, 1864-1935; Mack Printing Company, 1936